# José Francisco Neto
José Francisco Netto, primeiro e único barão de Coromandel (1828 — Congonhas, 3 de janeiro de 1886) foi um médico e político brasileiro.

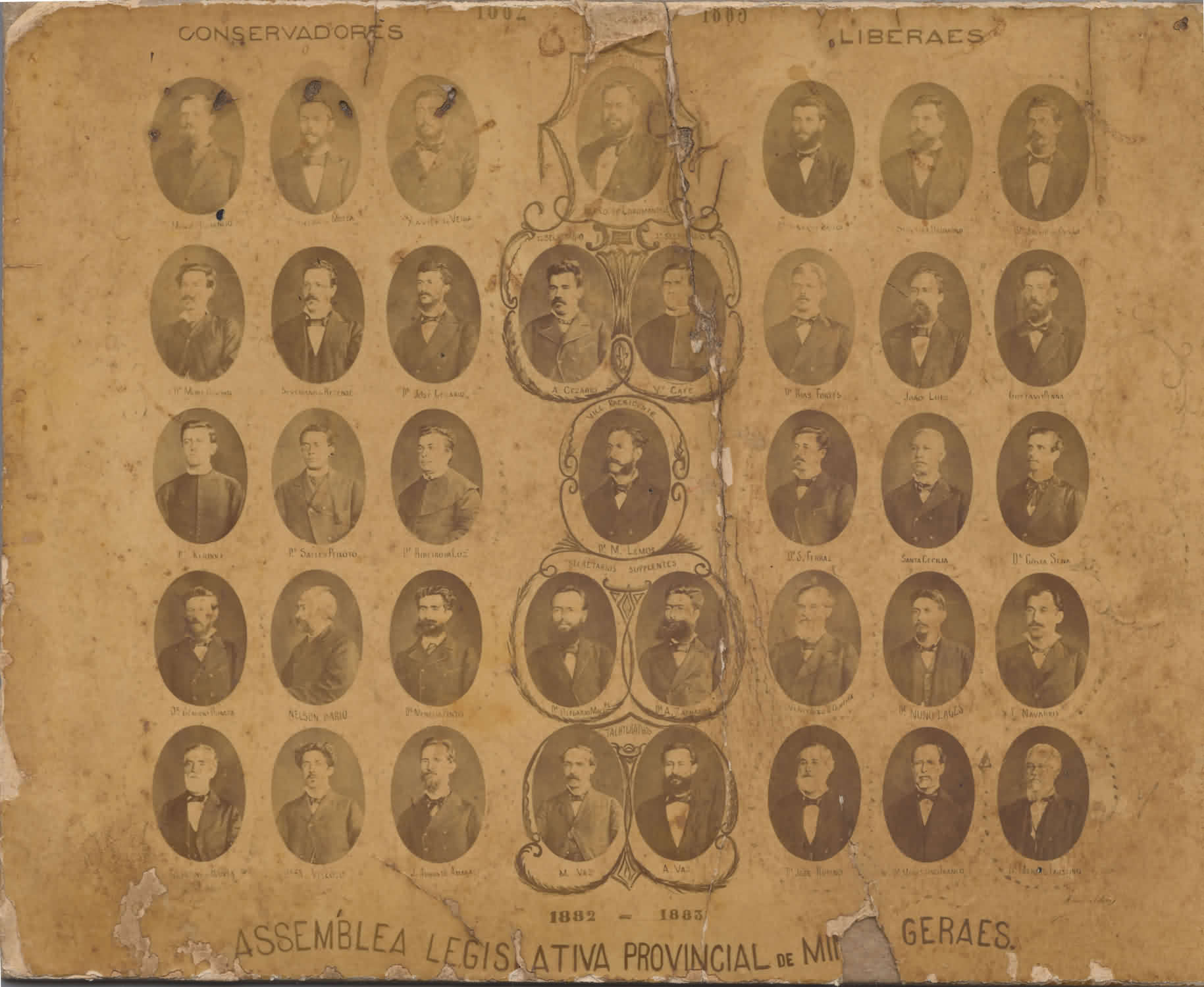
Presidente da Assembleia Legislativa Mineira em 1882, (Arquivo Público Mineiro).

Casado com Priciliana Almeida Netto e chefe do Partido Liberal, foi deputado provincial em Minas Gerais, nas legislaturas de 1880,1882 e 1886, então presidente da Assembléia. Foi 1º vice-presidente da provícia de Minas Gerais, nomeado por carta imperial de 18 de dezembro de 1880, tendo assumido a presidência da província de 30 de dezembro de 1880 a 5 de maio de 1881.
Fez seu mestrado com o tema: A FORMAÇÃO E PROPAGAÇÃO DOS SONS DA VOZ HUMANA. Seu Doutorado foi defendido em 19 de dezembro de 1850 à Faculdade de Medicina do Rio de Janeiro, com o título:SOBRE O PROGRESSO DO DESENVOLVIMENTO ORGÂNICO - AS IDADES PODEM SERVIR À DETERMINAÇÃO DA VASCULOSIDADE DO CORGO HUMANO E ESPECIE D'ELLA?
Este médico dedicado à profissão era filho legítimo de Francisco José Netto e Maria Rita Alves.